# Sárgatövű galambgomba
A sárgatövű galambgomba (Russula insignis) a galambgombafélék családjába tartozó, Európában és Észak-Afrikában  elterjedt, lombos erdőkben élő, nem ehető gombafaj. 

## Megjelenése

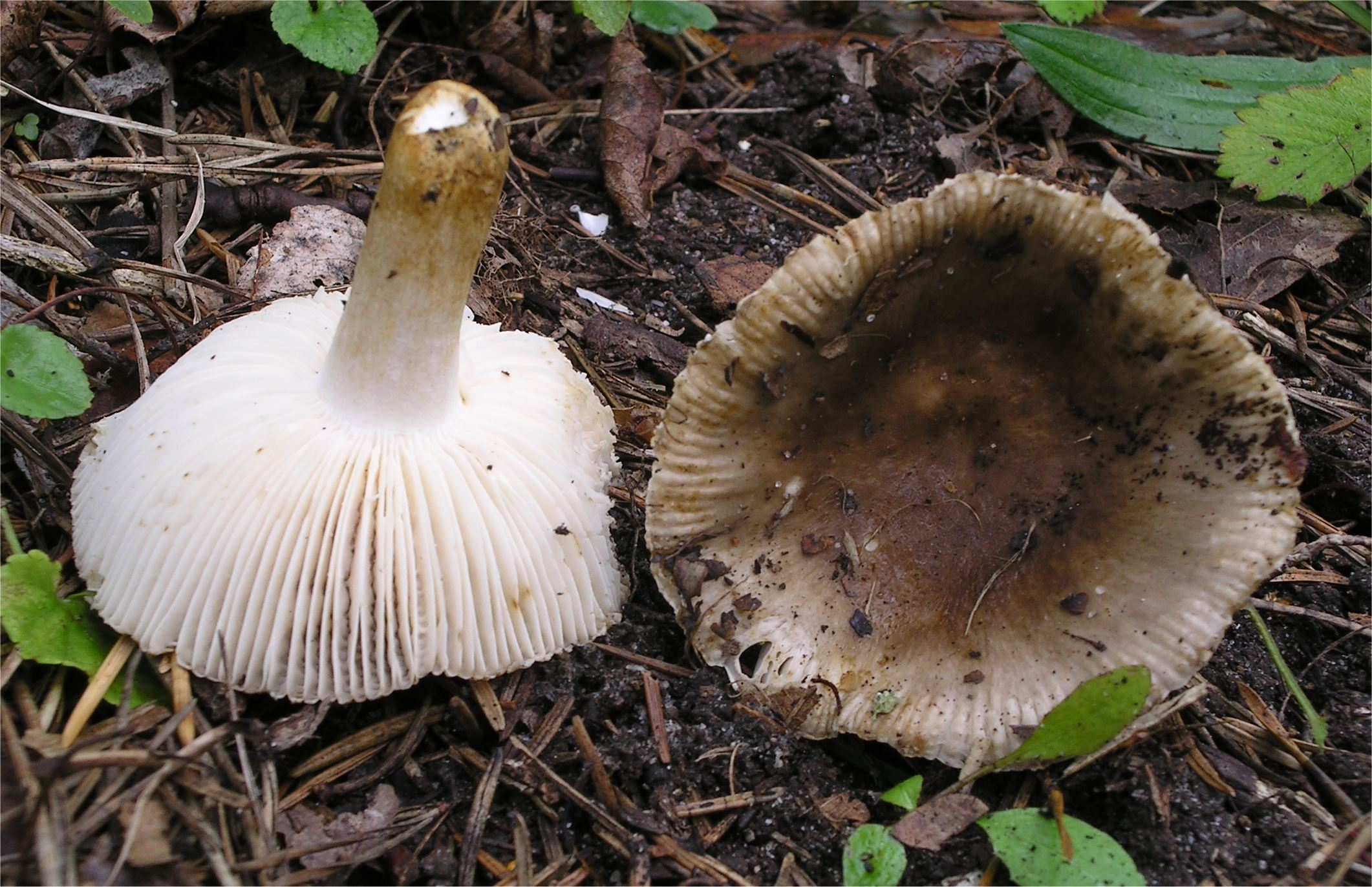

A sárgatövű galambgomba kalapja 3-7 cm széles, alakja eleinte domború, majd laposan kiterül, közepe bemélyedő lehet. Széle bordás; felszíne síkos. Színe sötétbarna vagy sötét szürkésbarna, a széle felé világosabb.
Húsa kemény, törékeny, fehér színű. Szaga enyhén gyümölcsös vagy spermaszerű, összességében kellemetlen; íze nem jellegzetes (nem csípős).
Közepesen sűrű lemezei tönkhöz nőttek; féllemez nincs. Színük fehéres krémszínű, barnán foltosodhat és lehet szürkés árnyalatű.
Tönkje 3-5 cm magas és max. 1,5 cm vastag. Alakja hengeres, felszíne hosszában ráncolt. Színe fehér, idősen töve sárgásan foltos.
Spórapora halványsárga. Spórája kerek vagy tojásdad, felszíne rücskös, közöttük nem teljes hálózatot alkotó gerincekkel, mérete 7-9 x 5-6 µm.

### Hasonló fajok
A sajtszagú galambgomba, a fésűs galambgomba, a fakó galambgomba, a cifra galambgomba, esetleg a mérgező korpástönkű galambgomba hasonlíthat hozzá. 

## Elterjedése és termőhelye
Európában és Észak-Afrikában honos. Magyarországon helyenként gyakori.
Lombos erdőkben él többnyire bükk, tölgy, mogyoró vagy nyír alatt. Júliustól szeptemberig terem. 
Nem mérgező, de nincs gasztronómiai jelentősége.  